# Vulkan-Rad-Route Eifel
Die Vulkan-Rad-Route Eifel ist ein Radwanderweg, der die beiden Flüsse Ahr und Mosel durch die Eifel verbindet. Die Tour führt durch das Land der Maare, Burgen und des Basalt. Höhepunkte sind der Nürburgring, die Burgen sowie die Natur der Eifel. Die Tour ist mit ihren vielen Anstiegen und Abfahrten besonders für sportliche Radler geeignet. In Teilstücken weist die Route aber auch wenige Höhenunterschiede auf, sodass diese auch für ungeübte Bergfahrer geeignet sind. In kurzen Etappen und ohne Scheu vor Schiebestrecken kann die Route von jedem etwas geübten Radwanderer bewältigt werden. Die Strecke ist einheitlich nach den Richtlinien des ADFC mit dem Radweg-Logo gekennzeichnet.

## Streckenverlauf Ahr – Mosel

### Dümpelfeld – Mosbruch
Der Radweg zweigt bei Dümpelfeld vom Ahr-Radweg ab und führt mit geringer Steigung über Leimbach ins Eifelstädtchen Adenau. In Adenau startet der internationale Eifel-Ardennen-Radweg nach Sankt Vith in Belgien.
Nach Adenau führt die Route teilweise über ruhige Landstraßen mit zunehmender Steigung bis zum höchsten Punkt der Route bei Nürburg. Hier bietet sich ein Abstecher zur gleichnamigen Burgruine an. Vorbei an der Autorennstrecke Nürburgring führt die Route dann abwärts in Richtung Müllenbach. Danach geht es über welliges Gelände bis Kelberg. Weiter geht es vorbei am „Naturschutzgebiet Hochkelberg“ und dem „Mosbrucher Weiher“, einem verlandeten Trockenmaar. Dabei wird der Weg noch einmal steiler und führt über Landstraßen auf über 500 m Höhe, bevor Mosbruch erreicht wird.

(Länge: 35 km; Dümpelfeld auf 210 m, Nürburg auf 623 m Höhe, Mosbruch auf 500 m Höhe).

### Mosbruch – Bullay
Hinter Mosbruch ist eine ca. einen Kilometer lange Steilstrecke mit bis zu 12 % Steigung zu überwinden, bevor es auf steiler Abfahrt bis Gunderath geht. Vorbei am malerischen Ulmener Maar und über die Burgruine geht es nach Ulmen.
Dabei muss auf der Teilstrecke noch einmal die Höhenmarke von 500 m überwunden werden. Durch welliges Gelände führt der Weg über die Eifeldörfer Schmitt und Gillenbeuren durch Felder, Wiesen und Wälder. Vor der Lutzerather Höhe lichtet sich der Wald und gibt den Blick frei. Die Höhe bietet eine gute Aussicht über den Nürburgring, die Hohe Acht, den Hunsrück und die Vulkaneifel. Ohne größere Höhenunterschiede führt dann die Route bis Kennfus, bevor es, vorbei an Falkenlay und den Eiszeithöhlen, in steiler Abfahrt nach Bad Bertrich geht. Hier laden Kurgarten und das Kurfürstliche Schlösschen zu einem Besuch ein. Danach folgt die Route mit sanft fallendem Gelände dem Üßbach nach Alf, bevor die Tour, nach Querung des Mosel-Radwegs und der Fahrradbrücke über die Mosel, am Umweltbahnhof im malerischen Städtchen Bullay an der Mosel endet.

(Länge: 42 km; Mosbruch auf 159 m, Bullay auf 95 m Höhe).

## Landschaft und Kultur
Die Route verläuft in südlicher Richtung, ausgehend vom Ahrtal, über die Höhen der Vulkaneifel ins Moseltal. Somit werden die Weinbaugebiete von Ahr und Mosel miteinander verbunden. Die Eifel ist Teil des Rheinischen Schiefergebirges und wird im Süden durch die Mosel begrenzt, während sie sich im Norden bis auf die Line Köln – Achen erstreckt. Im Osten bildet der Rhein die Grenze, während sie im Westen, in Belgien und Luxemburg, in die geologisch verwandten Ardennen und das Luxemburger Ösling übergeht. Durch die Streckenführung werden viele Highlights der Region passiert, wie das malerische Städtchen Adenau, die Nürburg mit dem Nürburgring, die Hohe Acht als höchste Erhebung der Eifel, die Marienwallfahrtskirche „Mater Dolorosa“ mit dem holzgeschnitzten Hochaltar in Lutzerath-Driesch und der Kurort Bad Bertrich mit der einzigen Glaubersalzterme Deutschlands. Zum Abschluss wird auf der Fahrt nach Alf die Burg Arras passiert, bevor das Moseltal erreicht wird.

Die Geschichtsstraße „Rund um den Hochkelberg“ führt auf 13 km von Kelberg bis nach Uersfeld oder auf 38 km als Rundwanderweg von Kelberg nach Borler und zurück. Das Angebot richtet sich insbesondere an Wanderer, die das Kultur- und Naturerlebnis suchen, aber auch an Mountainbiker, mit Interesse an den geologischen und kulturhistorischen Zusammenhängen der Region. 

Für den Naturliebhaber bilden das Naturschutzgebiet Mosbrucher Weiher und sein 11.000 Jahre altes Trockenmaar sowie das Ulmener Maar besondere Höhepunkte.

## Sehenswürdigkeiten
- Nürburg: Burgruine Nürburg; Rennsportstrecke Nürburgring.
- Kelberg: Hier startet die Geschichtsstraße „Rund um den Hochkelberg“; Ortsmitte mit baumbestandene Marktplatz; die Pfarrkirche St. Vinzenzius mit dem mittelalterlichen Westturm; restaurierte Fachwerkhäuser.
- Ulmen: Ulmener Maar; Burgruine
- Bad Bertrich: Kurfürstliches Schlösschen im Kurgarten.
- Alf: Burg Arras

Bilder am Weg
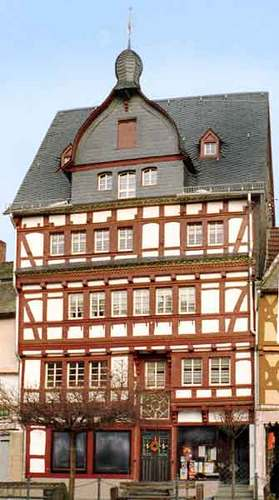
Fachwerkhaus von 1630 in Adenau
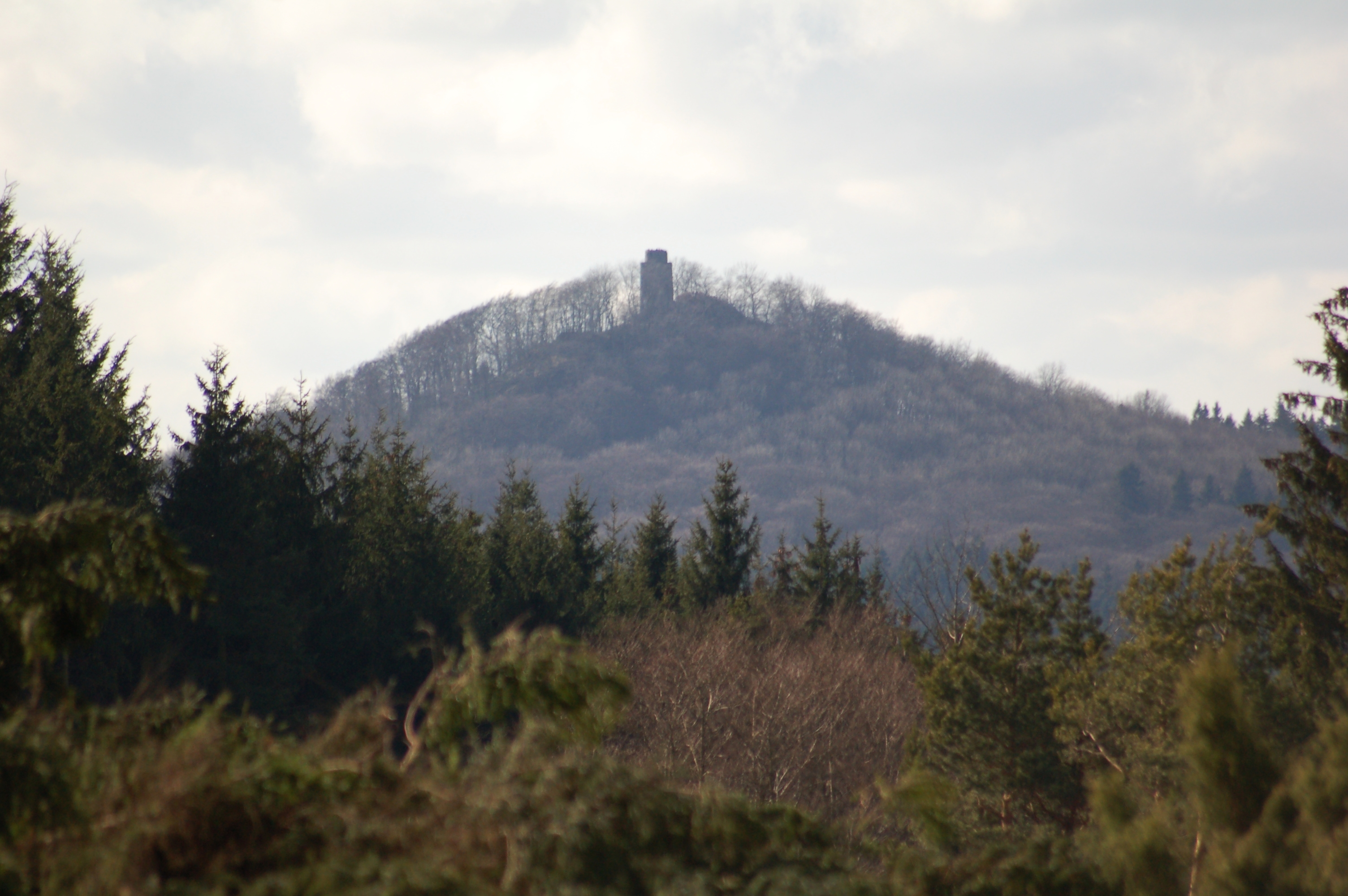
Hohe Acht höchster Eifelberg
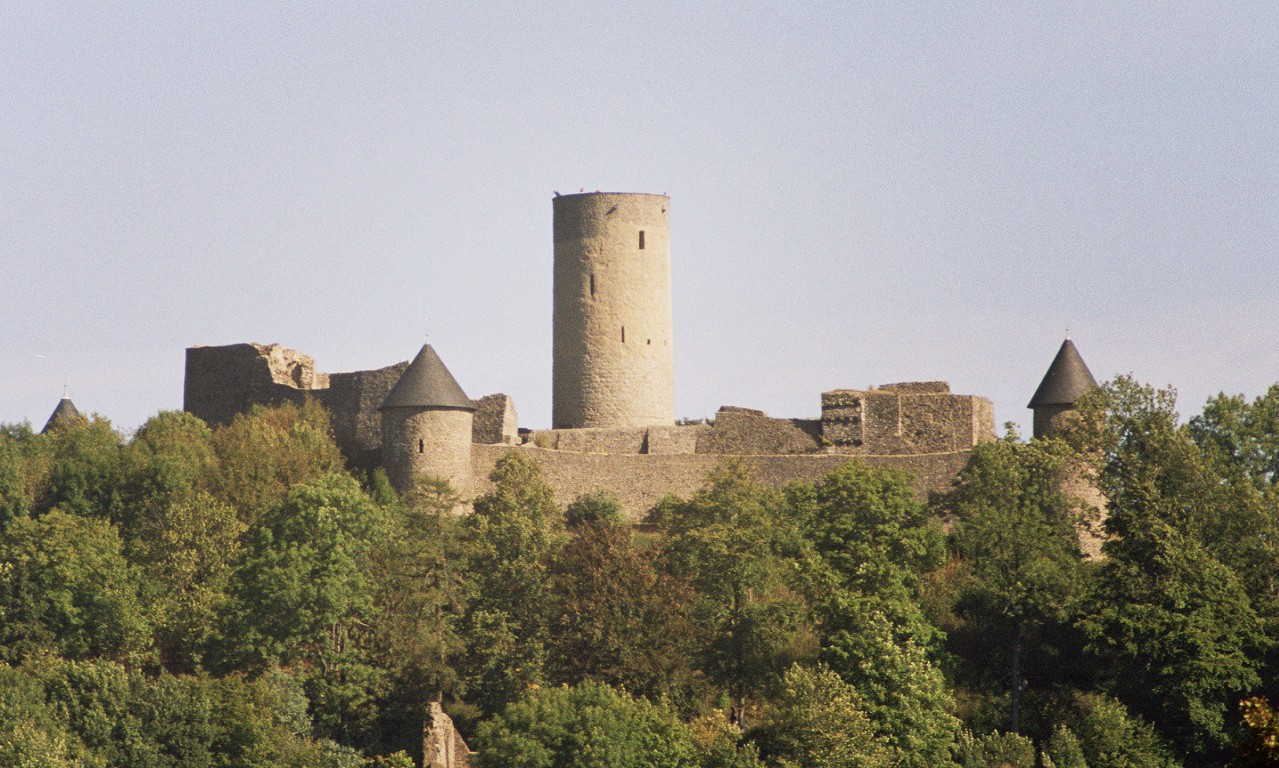
Burgruine Nürburg
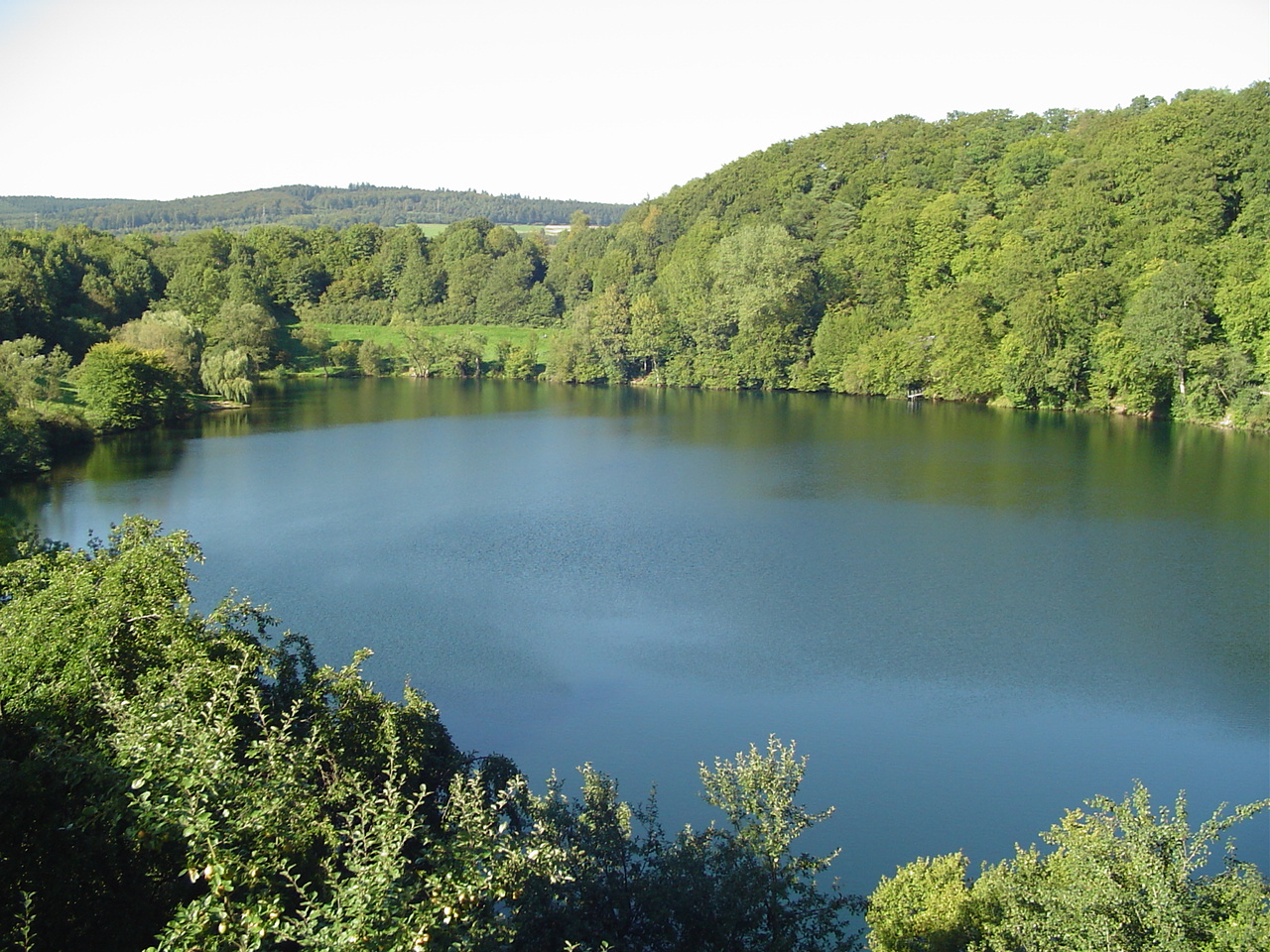
Ulmener Maar
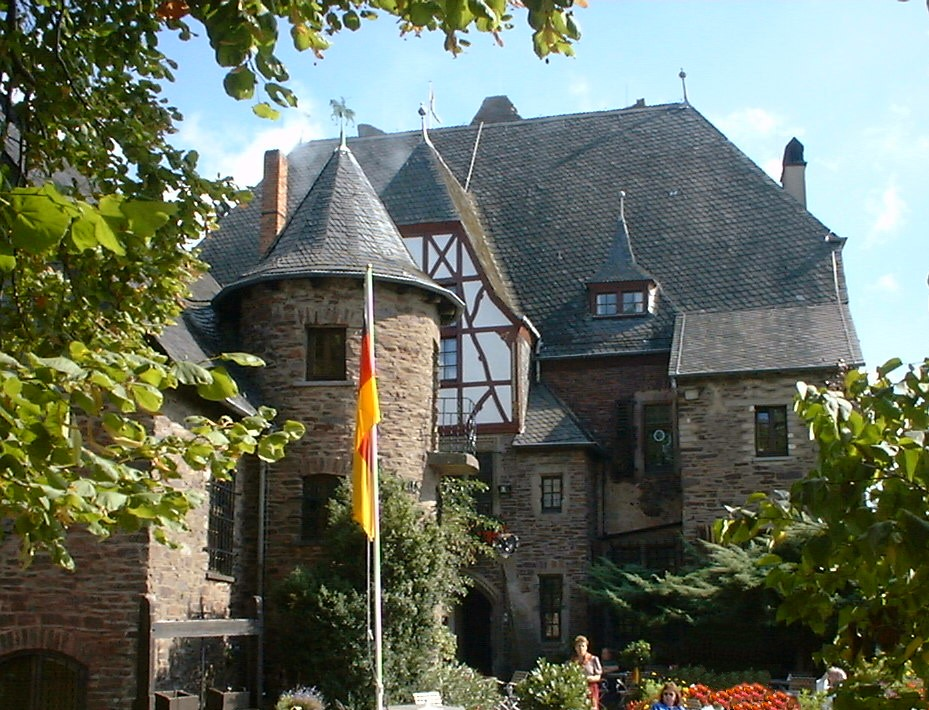
Burg Arras

## Bahn- und Busanbindung
Die beiden Endpunkte der Strecke sind über den Bahnhof Bullay an der Bahnlinie Koblenz–Trier bzw. mit der Ahrtalbahn, die nur noch bis Ahrbrück verkehrt, zu erreichen. Von Ahrbrück bis Dümpelfeld sind es noch ca. sieben Kilometer auf dem Ahr-Radweg. Die Buslinie „Regioradler Vulkaneifel“ RegioLine 500 verkehrt vom 1. April bis 1. November täglich zwischen Cochem an der Mosel und Gerolstein in der Vulkaneifel und bindet unterwegs auch Ulmen und Daun an. Diese Buslinie hat Platz für 22 Fahrräder.

## Anschlussradwege
Die Vulkan-Rad-Route Eifel zweigt vom Ahr-Radweg in Dümpelfeld bei (50° 26′ 40,8″ N, 6° 56′ 6,8″ O) ab. In Adenau startet der internationale Eifel-Ardennen-Radweg nach Sankt Vith in Belgien. In Alf bzw. Bullay trifft die Route dann auf den Mosel-Radweg, der sich als Fortsetzung anbietet.
Siehe auch:
- Liste der Radfernwege in Deutschland
- Liste der Radwege in Rheinland-Pfalz